# Ashley Hatch
Ashley Hatch (* 25. Mai 1995 in Gilbert, Arizona) ist eine US-amerikanische Fußballnationalspielerin, die seit der Saison 2018 bei den Washington Spirit in der National Women’s Soccer League unter Vertrag steht.

## Karriere

### Verein
Während ihres Studiums an der Brigham Young University in Provo spielte Hatch von 2013 bis 2016 für die dortige Universitätsmannschaft BYU Cougars, für die sie insgesamt 47 Tore erzielte und 21 Vorlagen lieferte. Anfang 2017 wurde Hatch beim College-Draft der NWSL in der ersten Runde an Position zwei von North Carolina Courage verpflichtet. Ihr Ligadebüt gab sie am 22. April 2017 bei einem 1:0-Heimsieg über den Portland Thorns FC.
Am Ende der Saison wurde Hatch als Rookie of the Year in der NWSL ausgezeichnet, nachdem sie in 22 Einsätzen insgesamt sieben Tore erzielen konnte und so entscheidend zum Gewinn des NWSL Shield durch ihr Team beitragen konnte. Nach einer mehrmonatigen Leihe zum australischen Erstligisten Melbourne City FC wechselte sie gemeinsam mit ihrer Mitspielerin Taylor Smith zur Franchise der Washington Spirit. In der Saison 2021 belegte sie mit ihrer Mannschaft nach der Punktspielrunde den dritten Platz. In der ersten Runde der Playoffs erzielte sie in der Verlängerung gegen North Carolina Courage den 1:0-Siegtreffer. Nach einem 2:1-Sieg im Halbfinale gegen OL Reign wurde das Finale erreicht, in dem Washington Spirit durch einen 2:1-Sieg nach Verlängerung gegen die Chicago Red Stars erstmals den Titel gewinnen konnte. Hatch war mit zehn Toren beste Torschützin der Saison.

### Nationalmannschaft
Am 19. Oktober 2016 debütierte Hatch in der A-Nationalmannschaft bei einem Freundschaftsspiel gegen die Schweiz.
Im Jahr 2017 bestritt sie mit der U-23-Nationalmannschaft des US-amerikanischen Fußballverbandes ein Turnier in Schweden. Im April 2018 hatte einen Kurzeinsatz bei einem Freundschaftsspiel gegen Mexiko, dann musste sie bis zum November 2021 auf weitere Nominierungen warten. In den beiden Freundschaftsspielen gegen Australien (3:0 und 1:1) erzielte sie ihre ersten beiden Länderspieltore.

## Erfolge
- NWSL Shield 2017
- Australische Meisterin 2017/18
- NWSL-Siegerin 2021
- Gewinn des SheBelieves Cup 2022

## Auszeichnungen
- NWSL Rookie of the Year 2017
- NWSL Team of the Season 2021
- NWSL Torschützenkönigin 2021